# Princeville (Illinois)
Princeville est un village de l'Illinois aux États-Unis situé dans le comté de Peoria. Il comptait 1 738 habitants en l'an 2010.

## Enseignement
Princeville dispose d'une école publique élémentaire et d'une école publique d'enseignement secondaire (Princeville High School).

## Culte
- Église catholique de Princeville, confiée à la Communauté Saint-Jean